# ゲルトルート (小惑星)
ゲルトルート (710 Gertrud) は、小惑星帯にある小惑星。ヨハン・パリサがウィーン天文台で発見した。
パリサの孫娘に因んで名付けられたと考えられている。